# Only Love Survives
Only Love Survives is een single van de Ierse zanger Ryan Dolan. Het zal de Ierse inzending zijn voor het Eurovisiesongfestival 2013 in Malmö, Zweden. Het nummer is geschreven door Wez Devine en Ryan Dolan zelf. Het lied behaalde een finaleplek in de eerste halve finale. In de finale werd het laatste.

## Chartverloop
| Land             | Chart               | Hoogste positie |
| ---------------- | ------------------- | --------------- |
| Vlag van Ierland | Irish Singles Chart | 42              |